# 警察総合庁舎
警察総合庁舎（けいさつそうごうちょうしゃ）とは、東京都千代田区霞が関に所在する警察組織が使用するビル。

## 概要
内堀通り沿い、警視庁本部庁舎に隣接している。本館（地上8階、地下2階）と別館（地上5階、地下1階）があり、警察庁及び警視庁が使用している（ともに組織の大部分は別の建物にあるので、別棟としての使用である）。また、関東管区警察局はさいたま新都心に移転したのちも、一部の部局で本建屋を使用している。
現在は警察庁及び警視庁の内部組織、警視庁管内特殊暴力防止対策連合会、警視庁科学捜査研究所、警視庁職員信用組合などが使用している。また、多くのフロアに大会議室が設けられている。